# Ichneumon punctulatus
Ichneumon punctulatus is een vliesvleugelig insect (orde Hymenoptera) uit de familie van de gewone sluipwespen (Ichneumonidae). De wetenschappelijke naam van de soort werd in 1785 gepubliceerd door Étienne Louis Geoffroy.

## Homoniemen
Voor Ichneumon punctulatus Pfeffer, 1913 zie Ichneumon hodgkinae Kittel, 2016